# View-through rate

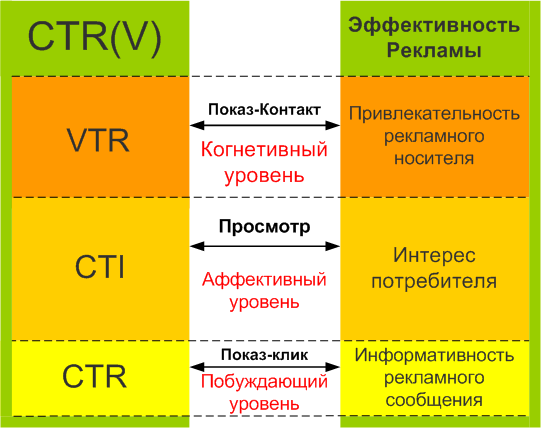

View-through rate (VTR) — показатель субъективной привлекательности рекламного средства, состоящего из рекламного носителя и рекламного сообщения, оценивается как процентное соотношение числа просмотров к числу показов рекламного сообщения, а также служит оценкой числа осуществившихся рекламных контактов.
{\displaystyle VTR={\frac {N_{views}}{N_{shows}}}\cdot 100\%}
Также существует определение через CTR:
{\displaystyle CTR(v)=VTR+CTR}
где CTR(v) (англ. Contact through rate based on a view) имеет объективную характеристику оценки захвата внимания потребителя в целом на всех трёх стадиях взаимодействия.

## Теория

### Старая схема и проблематика
Как известно Интернет это интерактивная среда, но большинство текущих версии медийных рекламных технологии не могут дать ответ о моменте, когда произошёл рекламный контакт. Между тем первичная эффективность рекламной кампании оценивается по стоимости рекламного контакта.
Рассмотрим типовой пример. В последнее время, баннерные клики используют как оценка — смотрят ли посетители сайта некоторую рекламу или нет. Иными словами — осуществляется ли рекламный контакт. Очевидно рекламный контакт должен случиться до клика, потому что клик это следствие (рекламный эффект). Этот процесс может быть представлен схемой:
{\displaystyle Show\rightarrow Contact\rightarrow Click} (A1)
С другой стороны не все баннерный показы (более точно сказать загрузки), продающееся издателем как контакты, действительно увенчиваются рекламным контактом. Это означает, что когда рекламодатель пользуется стандартной теорией Интернет рекламы он имеет выбор между двумя критериями оценки числа контактов — показы или клики. Но ни один из них не может оценить число реально осуществившихся контактов, потому что:
{\displaystyle NumberOfShows\geq NumberOfContacts\geq NumbersOfClicks} (A2)
или можно представить так:
{\displaystyle Contacts={\begin{cases}\lim _{shows\rightarrow 0}Shows\\lim_{contacts\rightarrow clicks}Clicks\end{cases}}} (A3)
Очевидно, в таком случае рекламодателю интересно руководствоваться в оплате числом кликов (их гораздо меньше чем контактов). Противоположная позиция для издателя, ему выгоднее считать показы (их гораздо больше чем контактов). Компромиссный вариант — оплаты за время размещения баннерной Интернет рекламы (статика), но в то же время данный путь самый не оптимальный с позиции медиапланирования.
Золотая середина (между издателем и рекламодателем) была найдена, когда предложили показатель CTR, который, пытается найти ответ на вопрос о эффективности рамещения рекламы, упуская вопрос о реальном количестве осуществившихся контактов.
Идеальным решением вопроса мог бы служить контроль восприятия рекламы каждым потребителем, но на сегодняшний день это невозможно (к вопросу о нейрофоне).

### Новейшая схема и решение задачи
SI-A-SI первыми предложили и разработали концепцию, которая решает вопрос учёта контактов.(Патент США TXu 1-579-483 от 03/07/2008) Базой концепции является — видео реклама и контроль её просмотров.
A) Показ. Во время просмотра сайта посетителем в «Видео Поле» проигрывается предпоказ с некоторым видео фрагментом.
B) Пока видео проигрывается, посетитель получает дополнительный призыв. Например — «Наведите курсор на Видео Поле, для просмотра видео». Если внимание посетителя было привлечено и он навёл и удержал курсор более 2 секунд, то данный факт засчитывается как Просмотр
C) После клика по видео полю — посетитеь переходит на сайт рекламодателя. Это действие засчитывается как Переход.
Соответственно, логика контактов с рекламой может быть представлена так:
{\displaystyle Show\rightarrow Contact\rightarrow View\rightarrow Click} (B1)
As a result of the test 10mln shows (impressions), it has relations:
{\displaystyle NumberOfshows\geq NumberOfcontacts\geq NumberOfViews\geq NumbersOfClicks} (B2)
or
{\displaystyle NumberOfShows\geq {\color {Red}NumberOfContacts}\leq NumberOfViews} (B3)
or so
{\displaystyle Contacts={\begin{cases}\lim _{shows\rightarrow contacts}Shows\\lim_{contacts\rightarrow views}Views\\\lim _{clicks\rightarrow views}Clicks\end{cases}}} (B4)
Благодаря концепции «Видео Поля» стало возможным измерения как абстрактной эффективности — CTR, так и 4-х дополнительных показателей. Три из них субъективные — VTR, CTR, CTI для каждого из аспектов взаймодействия с рекламопотребителем и один объективный результирующий — CTR(v).
1. Привлекательность рекламного средства
VTR (view through rate). When cursor is placed over the video field (for fixed amount of time), it has been counted as relased advertising contact
{\displaystyle VTR=100\%*{\dfrac {NumberOfViews}{NumberOfShows}}} (C1)
2. Информационность рекламного сообщения (видео)
призыв к ознакомлению или к переходу — CTR
{\displaystyle CTR=100\%*{\dfrac {NumberOfClicks}{NumberOfShows}}} (C2)
(высокий показатель — переход, низкий- ознакомление)
3. Интерес потребителя к рекламируемому продукту
CTI (clicks through interest)
{\displaystyle CTI=100\%*{\dfrac {NumberOfClicks}{NumberOfViews}}} (C3)
4. Эффективность рекламы в целом
CTR (v) (clicks + views through rate)
{\displaystyle CTR(v)=100\%*{\dfrac {NumberOfVeiws+NumberofClicks}{NumberOfShows}}} (C4)
Следуя формулам B2,B3 and C1-C4, показатель CTR (v) может быть выражен так:
{\displaystyle CTR(v)={\dfrac {Veiws+Clicks}{Shows}}} (C5)
что означает
{\displaystyle CTR(v)=VTR+CTR} (C6)
и
{\displaystyle Contacts={\begin{cases}\lim _{clicks\rightarrow views}Shows*\left({\dfrac {CTR(v)}{2}}\right)\\lim_{contacts\rightarrow views}Shows*VTR\\\lim _{clicks\rightarrow shows}Shows*CTR\end{cases}}}(C7)
Формулы (C5,C6,C7) демонстрируют взаимосвязи между привлекательностью, информативностью и пользовательским интересом для любой Интернет рекламы.
{\displaystyle {\color {Red}\ lim_{contact\rightarrow shows}CTR={\dfrac {CTR(v)}{2}}={\dfrac {VTR*(CTI+1)}{2}}}}(C8)
Эта формула показывает предельное значение для CTR или CTR(v) или VTR, когда CTI принимает максимальное значение.
По формуле C8 следует, что пользовательский интерес более сильно влияет на переход чем привлекательность рекламы.